# Munakata, Fukuoka
Munakata (宗像市 (Tông Tượng thị) Munakata-shi) là một thành phố thuộc tỉnh Fukuoka, Nhật Bản. Thành phố được thành lập ngày 01 tháng 4 năm 1981. Tính đến ngày 01 tháng 4 năm 2008, dân số thành phố là 94.660 trên diện tích 119.66 km², mật độ sân số 791 người/km².